# Sam Pinder
Pour les articles homonymes, voir Pinder.
Pas d'image ? Cliquez ici

a Compétitions nationales et continentales officielles uniquement.

b Matchs officiels uniquement.
Sam Pinder, né le 15 février 1979 à Taupo (Nouvelle-Zélande), est un joueur international écossais de rugby à XV jouant au poste de demi de mêlée.

## Biographie
Sam Pinder connaît sa première cape internationale le 10 juin 2006 à l’occasion d’un match contre l'équipe d'Afrique du Sud. Il joue avec les Glasgow Warriors en Challenge européen et dans la Ligue Celte. Il dispute 9 matchs de la coupe d'Europe.

## Statistiques en équipe nationale
- 2 sélections (au 30 novembre 2006)
- Sélections par années : 2 en 2006
- Tournoi des Six Nations disputé : aucun
- Participation à la coupe du monde : aucune